# Primera acusación constitucional contra Sebastián Piñera
La primera acusación constitucional contra Sebastián Piñera fue un intento de juicio político abierto con el objetivo de poner término anticipado al segundo mandato de Sebastián Piñera como presidente de Chile. Este proceso se inició el 19 de noviembre de 2019 con la presentación de la acusación firmada por 10 diputados, exigencia que establece la Constitución de 1980.
La acusación expresa que actos de la administración de Piñera habrían comprometido gravemente el honor de la Nación y que habría infringido abiertamente la Constitución y las leyes; en particular, sostiene que infringió abiertamente la Constitución y las leyes al consentir en que la policía nacional y las fuerzas armadas –estas últimas durante un estado de excepción constitucional– cometieran violaciones a los derechos humanos de manera sistemática y generalizada, durante las protestas iniciadas en octubre, y que comprometió gravemente el honor del país por consentir en dicha violación sistemática y generalizada de los derechos humanos.
Es la segunda acusación constitucional presentada en contra de un presidente de la República en ejercicio, tras el juicio político a Carlos Ibáñez del Campo, en 1956, la cual fue desechada por la Cámara de Diputados.
En la Cámara de Diputados se planteó la cuestión previa de que la acusación no cumplía con los requisitos que la Constitución Política señala, la cual se aprobó el 12 de diciembre de 2019, por 79 votos a favor y 73 en contra, por lo que finalmente se tuvo por no presentada la acusación constitucional, concluyéndose el proceso.

## Antecedentes

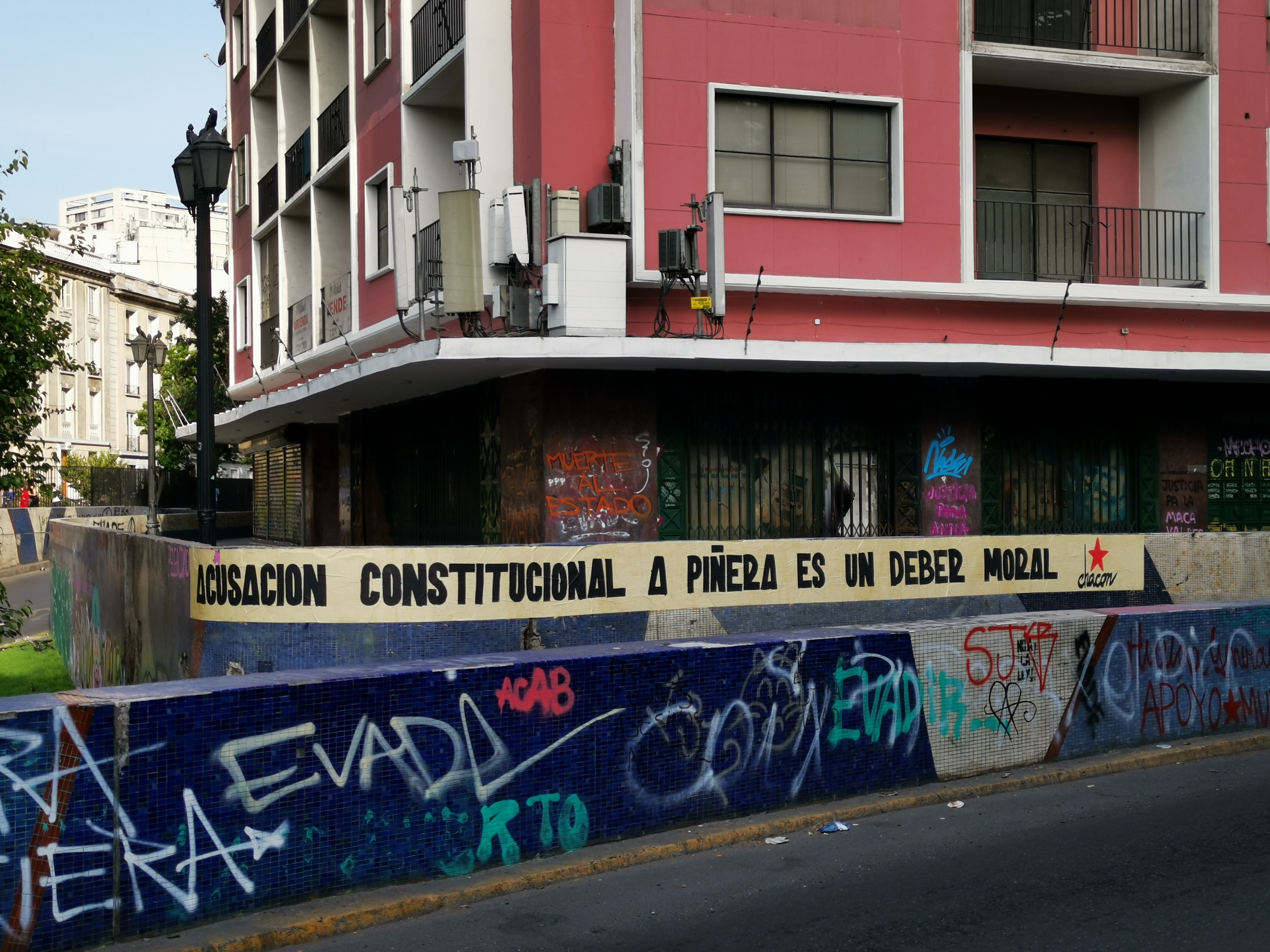
Cartel en Santiago a favor de la acusación constitucional contra Piñera.

La respuesta policial y militar durante los intentos para controlar las protestas durante los primeros días fue bastante controvertida, siendo para algunos analistas «represivas» y de tortura. Ante las manifestaciones en contra de la respuesta del gobierno, el oficialismo reconoció que se cometieron excesos, pero afirmó que la mayoría de heridos eran miembros de las policías.[cita requerida]
El 30 de octubre, parlamentarios de todas las bancadas de oposición presentaron una acusación constitucional contra el exministro del Interior Andrés Chadwick, apuntando a su responsabilidad política por el actuar de las Fuerzas Armadas y de Orden ante los crímenes y violaciones de los derechos humanos durante las protestas en el país; el gobierno calificó el juicio político como una «pequeñez», mientras los partidos oficialistas lo interpretaron de «venganza».

## Desarrollo

### Presentación de la acusación
El 19 de noviembre de 2019, un grupo de diez diputados de oposición presentaron una acusación contra el presidente Sebastián Piñera. Los firmantes fueron Carmen Hertz y Camila Vallejo (PCCh), Jaime Naranjo y Emilia Nuyado (PS), Jorge Brito (RD), Claudia Mix (Comunes), Tomas Hirsch (PH), Carolina Marzán (PPD), Gael Yeomans (CS) y Vlado Mirosevic (PL). El Partido Demócrata Cristiano, también de oposición, se restó de la acusación, y su presidente Fuad Chahín dijo que «no es oportuna, además todos sabemos que no es viable porque en el Senado se necesitan 2/3 [de los votos], tendrían que votar senadores de Chile Vamos», la coalición oficialista.

### Elección de comisión revisora e informe
El 20 de noviembre, se sorteó la integración de la comisión que revisará la acusación constitucional, la cual quedó conformada por tres diputados de partidos opositores y dos diputados de Chile Vamos; se trata de los parlamentarios Gastón Saavedra (PS), Boris Barrera (PC) y Daniel Verdessi (PDC), por los partidos de oposición, y Sofía Cid (RN) y Gastón von Mühlenbrock (UDI) del oficialismo.
La comisión que revisó la acusación aprobó el informe de la acusación constitucional y acordó, por 3 votos a favor y 2 en contra, recomendar su aprobación por la Cámara.

### Cuestión previa sobre la acusación en la Cámara de Diputados
Antes de que la Cámara de Diputados iniciara el debate sobre la acusación, se planteó la cuestión previa de que la acusación no cumplía con los requisitos que la Constitución Política señala.
Sometida a votación, se aprobó la cuestión previa, por 79 votos a favor y 73 en contra, por lo que se tuvo por no presentada la acusación constitucional.
| Acusado          | Fecha                                                            | Voto |    |    |   |    |   |   |   |   |   |   |   |   |   |   |   | Ind. | Total  |
| ---------------- | ---------------------------------------------------------------- | ---- | -- | -- | - | -- | - | - | - | - | - | - | - | - | - | - | - | ---- | ------ |
| Sebastián Piñera | 12 de diciembre de 2019 Mayoría absoluta Acusación no presentada | Sí   | 33 | 30 | 6 |    | 4 |   | 2 |   |   |   |   |   |   |   |   | 2    | 79/155 |
| Sebastián Piñera | 12 de diciembre de 2019 Mayoría absoluta Acusación no presentada | No   |    |    |   | 18 | 9 | 9 | 4 | 8 | 7 | 4 | 3 | 3 | 1 | 2 | 1 | 2    | 73/155 |
| Sebastián Piñera | 12 de diciembre de 2019 Mayoría absoluta Acusación no presentada | Aus. | 1  |    |   |    |   |   |   |   |   |   | 1 |   | 1 |   |   |      | 3/155  |

Los votos a favor por parte del Partido Demócrata Cristiano provinieron de los diputados Miguel Ángel Calisto, Manuel Matta, Jorge Sabag y Matías Walker, mientras por el Partido Radical votaron a favor Carlos Abel Jarpa y Fernando Meza Moncada. El diputado Pepe Auth, independiente miembro de la bancada del PR, también votó a favor, al igual que el independiente René Alinco.